# مجلة الدراسات الإيرانية
الدراسات الإيرانية (بالإنجليزية: Iranian Studies)‏ هي مجلة أكاديمية نصف شهرية تأسست عام 1967 تصدر كل شهرين، تتضمن أبحاثًا نُشرت بواسطة عملية (مراجعة الأقران) وهي مراجعة وتقييم بحث يقوم به عالِم من قِبل أقرانه العلماء في نفس مجاله الأكاديمي ليتم تأكيد نشره في المجلة. تغطي المجلة الأدب والتاريخ الإيراني. يتم النشر بواسطة دار روتليدج نيابة عن جمعية الدراسات الإيرانية خلال 6 مرات في العام.  يترأس تحريرها علي غيساري من جامعة سان دييغو، كما تشارك ضمن مراجعيها الباحثة فريبا عادلخوه. يتم تلخيص المجلة وفهرستها في جمعية اللغة المعاصرة.

## روابط خارجية
- الموقع الرسمي
- جمعية الدراسات الإيرانية (الجمعية الدولية للدراسات الإيرانية)
- مجلة الدراسات الإيرانية